# Siebe Henstra
Siebe Henstra (Oosterbeek, 1958) es un clavecinista, clavicordista y organista holandés. Desde 1988 es profesor de clavecín en el Conservatorio de Utrecht y desde 2017 en el Conservatorio Real de La Haya. Desde 1992 es intérprete y miembro de la Sociedad Holandesa de Bach.

## Biografía
Cuando tenía 16 años, Siebe Henstra construyó su primer clavecín, que le proporcionó una mejor práctica que el pequeño instrumento de fábrica (Wittmayer) que había tocado hasta entonces.
Posteriormente, viajó a Ámsterdam para estudiar bajo la guía de Ton Koopman y Gustav Leonhardt en el Conservatorio de Ámsterdam. Fue galardonado en las competiciones de clavecín de Edimburgo (1982) y Ámsterdam (1987).
Trabajó en muchos grupos de música de cámara y orquestas de cámara, incluida la Orquesta del siglo XVIII, Les Buffardins, Leonhardt Consort, La Petite Bande, Ricercar Consort y Royal Concertgebouw Orchestra. En el Nederlandse Bachvereniging trabaja permanentemente como clavecinista y organista.
Forma un dúo con la violonchelista Lucia Swarts.
Forma parte de un dúo con Menno van Delft llamado 'Der prvende Doppelschlag', en el que tocan juntos el clavecín, el clavicordio y el órgano.
Henstra participó en muchas producciones discográficas, radio y televisión y ópera, dirigidas por Gustav Leonhardt, Frans Brüggen y Jos van Veldhoven.